# Gens Petèlia
La gens Pètelia (en llatí: gens Poetelia) va ser una gens romana d'origen plebeu.
Se la menciona per primer cop durant el decemvirat. El seu nom Peteli (Poetelius) es confon sovint amb el de Petil·li o Petili (Petillius o Petilius). A tots se’ls coneix el cognomen Libó, que es troba normalment amb l'agnomen Visol (Visolus), amb l'excepció de Publi Peteli, que era un dels tres ambaixadors enviats davant del rei Sifax en la ambaixada romana a Numídia l'any 210 aC. Titus Livi parla d'un cònsol de nom Gai Peteli Balb que ho va ser l'any 360 aC però probablement és un error per Gai Peteli Libó.